# アクアリーナ豊橋
アクアリーナ豊橋（アクアリーナとよはし）は、愛知県豊橋市の総合スポーツ公園内にある市設民営型屋内プール兼スケート施設。

## 概要
正式名称は「屋内プール・アイスアリーナ」で、アクアリーナ豊橋は愛称である。水を意味する「アクア」と競技場の「アリーナ」からの造語で、全国からの応募により採用された。
豊橋市内のスケート施設は、豊橋スポーツセンター（1964年（昭和39年）設立、現在の「ホリデイ・スクエア」）内の民間スケート場が唯一で長らく利用されたが、1994年（平成6年）に閉鎖されたため、市内のスケート施設が望まれていた。一方で、豊橋市民プールの老朽化が進んでいたこともあり、豊橋市制施行100周年記念施設として本格的な屋内プール兼スケートを作ることになった。
2006年（平成18年）には、日本実業団による水泳大会や、アイスホッケーの試合が行われたほか、荒川静香等が出演するアイスショー「プリンスアイスワールド」が度々開催されている。

## 施設

### 概要
- 開館：2006年（平成18年）5月
- 工期：2003年（平成15年）8月～2005年（平成17年）12月
- 構造形式：SRC造、地上2階
- 高さ：28.4m
- 敷地面積：9万5837m2
- 延床面積：1万1601m2
- 設計：独立行政法人都市再生機構、株式会社日建設計
- 施工：前田・五洋・神野（特定JV）
- 建築費：59億6500万円

### フロア
1階
- 可動床式の50mx10コースのプールと25mプール）（夏季：5月下旬〜9月）
- アイススケートリンク（長さ60mx幅30mの楕円形）（冬季：10月〜ゴールデンウィーク最終日）
- トレーニング室（エアロバイクなどを備える）（通年）
- 更衣室
- ホール

2階
- 観客席 （固定席：2011席、車いす用スペース：10席）

## その他
市民プールには幼児用プールがあったが、アクアリーナ豊橋にはそれが無い。
一時は市内のシーパレス屋外プールのような民間施設に頼らざるを得ない状況になっていたが、りすぱ豊橋の開館、豊橋市民プールのリニューアル（2008年（平成20年））によって、解消された。
プールからアイススケートへの移行には1ヶ月かかるため、その間はトレーニング室のみ営業。
すぐ隣に豊橋市総合体育館がある。

## 利用料金

### プール
- 大人（高校生以上）：700円
- 小人（6歳～中学生）：350円
- 5歳以下の未就学児は無料（但し、保護者同伴入水必要）

### スケート
- 大人（高校生以上）：1,300円
- 小人（3歳～中学生）：650円
- 貸靴（15cm～31cm）：300円

### トレーニング室
- 大人（大学生以上）：500円
- 生徒（中高生）：200円

## 開館時間
- 午前9時～午後9時

## 休館日
- 月曜日（祝・休日の場合は翌日）

## 交通
- 豊鉄バス豊橋市民病院線・卸団地線 ：「総合スポーツ公園」停留所下車。

## 外部サイト
- アクアリーナ豊橋
- アクアリーナ豊橋建設工事レポート - 前田建設工業株式会社